# Moema (distretto di San Paolo)
Moema è un distretto (distrito) della zona centrale della città di San Paolo in Brasile, situato nella subprefettura Vila Mariana. È definito anche "bairro nobre" per la presenza di moltissime abitazioni di alto pregio.
La regione era corrispondente all'attuale distretto ed aveva una fortissima presenza tedesca e inglese, stanziata nelle varie chacaras della zona.

## Toponimo
Il nome Moema fa riferimento all'omonimo personaggio del romanzo Caramuru, di José de Santa Rita Durão, classico della letteratura arcadica brasiliana scritto nel 1781. Questo personaggio, corrisponde al tupi, mo'ema, que significa "bugia" (nel poema, Moema era l'amante di Caramuru (Diogo Álvares) .

## Altre immagini

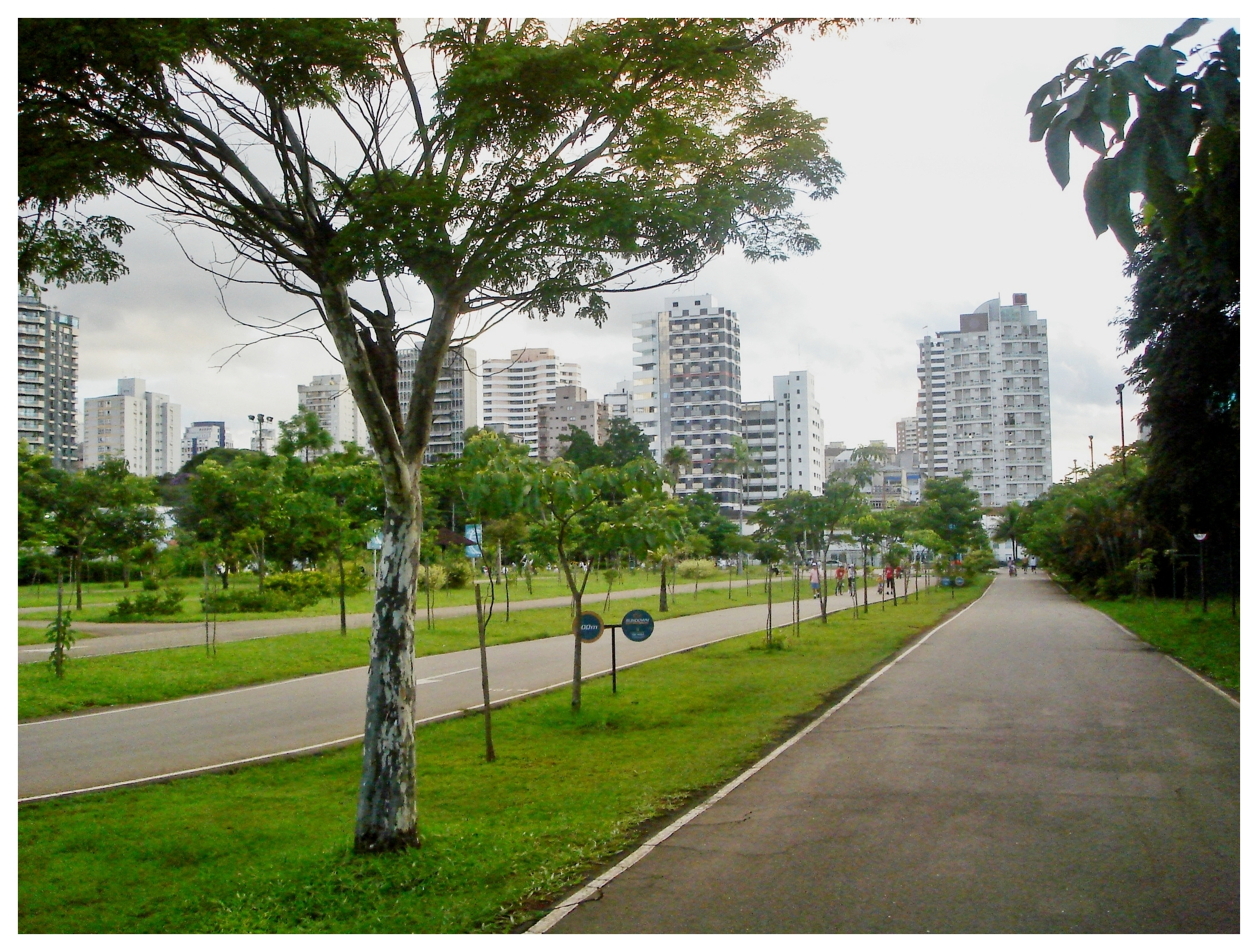
Pista ciclabile dal lato Indio
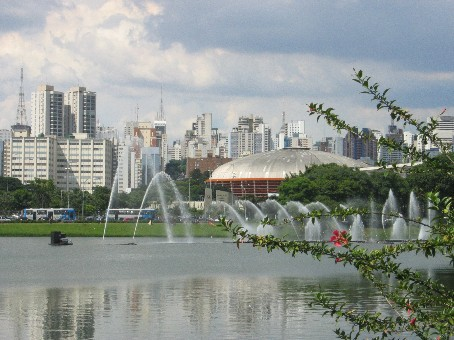
Il Parque Ibirapuera